# Esaki Reiji
Pour les articles homonymes, voir Reiji.
Esaki Reiji est un nom japonais traditionnel ; le nom de famille (ou le nom d'école), Esaki, précède donc le prénom (ou le nom d'artiste).
Esaki Reiji (江崎 礼二) (1845 - 7 janvier 1910) est un photographe japonais de renom du début de l'histoire de la photographie au Japon.